# PEGIDA

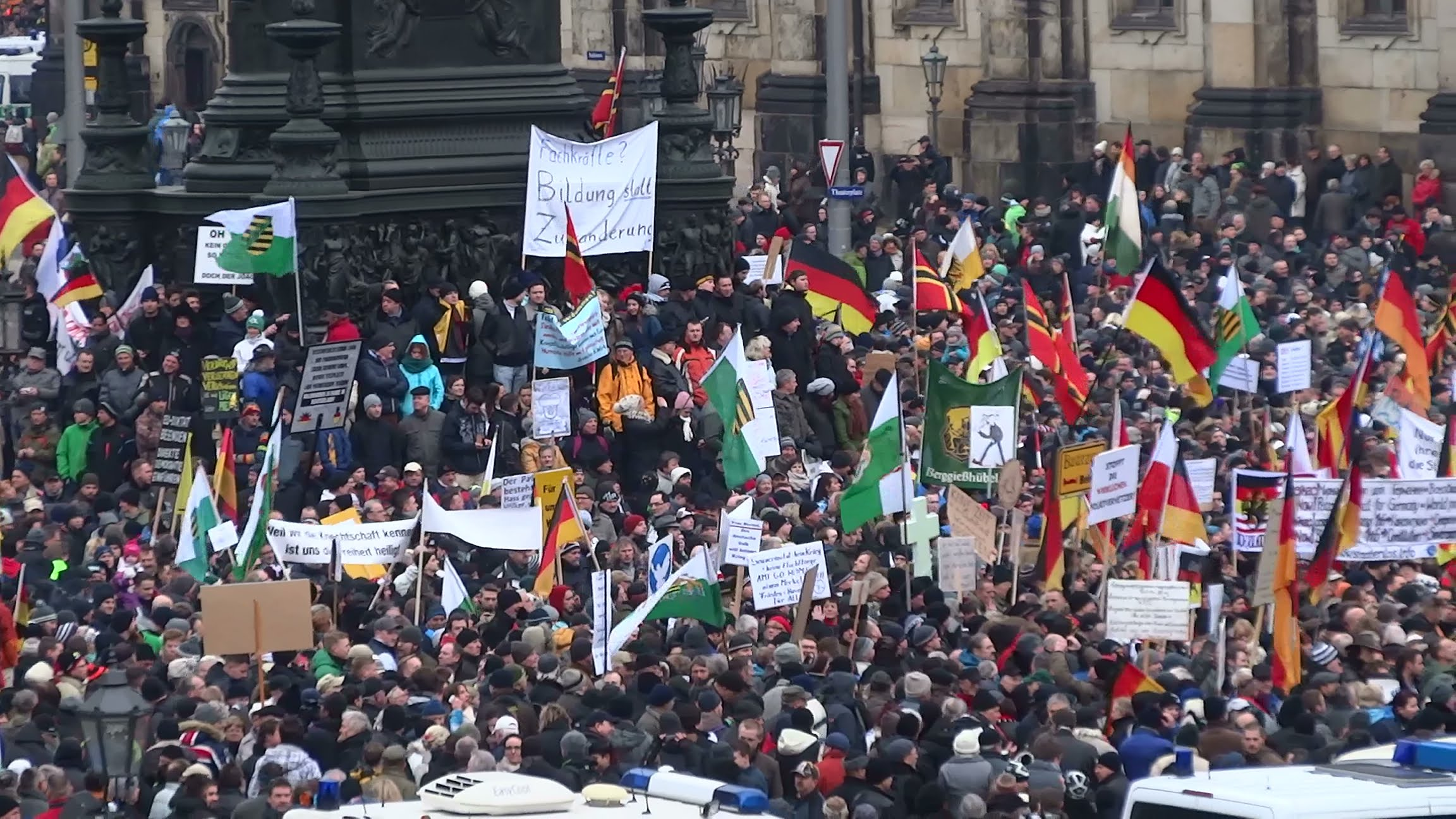
Демонстрація прхильників PEGIDA в Дрездені, 25 січня 2015

PEGIDA (Пеґі́да, скорочено від нім. Patriotische Europäer gegen die Islamisierung des Abendlandes - Патріотичні європейці проти ісламізації Заходу) — німецький анти-ісламський політичний рух, заснований у Дрездені у 2014 році рух PEGIDA вважає, що Німеччина все більше ісламізується та визначає себе в опозиції до ісламського екстремізму. Вважається ксенофобською.
PEGIDA хоче стримувати імміграцію; вона звинувачує владу у невиконанні законів про імміграцію. PEGIDA провела багато демонстрацій; також часто було проведено багато публічних демонстрацій проти них .У 2015 році Лутц Бахманн, засновник PEGIDA, вийшов з руху після того, як він, за повідомленнями, видавав себе за Адольфа Гітлера і зробив расистські заяви в Facebook. Пізніше він був відновлений.

## Діяльність
PEGIDA заснувала в Дрездені група з 12 осіб на чолі з Лутцом Бахманном. Починаючи з жовтня 2014 року PEGIDA через соціальні мережі організовувала щотижневі демонстрації, і коли вони стали масовими, це привернуло увагу суспільства. Так, демонстрацій 7 грудня зібрала бл. 10 тис. осіб, а 15 грудня — 15 тис. осіб. Серед гасел цих демонстрацій були такі: "За збереження нашої культури", "Проти релігійного фанатизму" та "Проти релігійних воєн на німецькій землі".
5 січня 2015 в багатьох німецьких містах відбулися демонстрації як прихильників, так і противників руху, що зібрали загалом бл. 30 тис. осіб, з них 18 тис. у Дрездені.
Коментатори пояснюють успіх організації незадоволенням людей європейською імміграційною політикою та недовірою до політиків і засобів масової інформації.

## Політичні погляди
В грудні 2014 PEGIDA опублікувала анонімний маніфест, у якому проголошувала боротьбу на захист юдейсько-християнської культури Німеччини та толерантність щодо поміркованих мусульман. Ісламізм у ньому названо жінконенависницькою та жорстокою ідеологією. В маніфесті сказано, що воєнні біженці повинні отримувати притулок у Німеччині, він також називає тодішні заходи щодо розселення біженців недостатніми і негуманними. PEGIDA виступає за більш децентралізований розподіл засобів і розселення іммігрантів у країнах Європейського Союзу. Вона хоче, аби німецька імміграційна політика опиралася на досвід Нідерландів та Швейцарії, щоби полегшити інтеграцію іноземців у німецьке суспільство. Чинні закони мають бути суворо дотримувані, поліції повинно бути надано додаткове фінансування, а приплив біженців та іммігрантів із кримінальним минулим має припинитися. Крім того, PEGIDA виступає проти обмежень на свободу слова, введених через гендерну проблематику і політкоректність.